# Teall Nunatak
Teall Nunatak är en nunatak i Antarktis. Den ligger i Östantarktis. Nya Zeeland gör anspråk på området. Toppen på Teall Nunatak är 2 769 meter över havet.
Terrängen runt Teall Nunatak är bergig åt nordost, men åt sydväst är den kuperad. Teall Nunatak är den högsta punkten i trakten. Trakten är obefolkad. Det finns inga samhällen i närheten.